# Kostel Jana z Boha a klášter Milosrdných bratří
Kostel svatého Jana z Boha a klášter milosrdných bratří je původně římskokatolický kostel a klášter ze 14. století, který se nachází na Hviezdoslavově ulici v centru města Spišské Podhradie v tradičním regionu Spiš v Prešovském kraji na Slovensku. Areál je chráněn jako národní kulturní památka Slovenské republiky.

## Historie
Klášter byl založen v průběhu 14. století a v letech 1396–1397 byl při něm zřízen městský špitál, který fungoval jako charitativní zařízení. Od roku 1399 patřil klášter i špitál pod správu augustiniánů, pod správu řádu Milosrdných bratří přešel klášter ve druhé polovině 17. století, v roce 1672, kdy do Spišského Podhradie příšli mniši z polského městečka Zebrzydowice, kteří někdejší starobinec a špitál na přestavěli na nemocnici. V roce 1731 jim kníže Lubomirski daroval na místě nynějšího kláštera dům s kaplí.
Komplex byl pod správou Milosrdných bratří až do roku 1950, kdy byl zestátněn a byl zde zřízen ústav sociální péče pro duševně nemocné ženy.
Klášterní komplex byl původně postaven v renesančním slohu, ale pozdější úpravy daly budově částečně barokní ráz.
Celý klášterní komplex je součástí městské památkové rezervace a nachází se na adrese Hviezdoslavova 1-2 a tvoří jej šest samostatných kulturních památek:
- Klášter Milosrdných bratří – klášter byl postaven v průběhu 14. století v renesančním slohu jako dvoupatrová čtyřkřídlá uzavřená budova. V roce 1658 a v letech 1727–1736 prošel objekt přestavbami.
- Klášterní kostel svatého Jana z Boha – stavba byla postavena v průběhu 14. století v renesančním slohu jako jednolodní klášterní kostel. V roce 1658 a v letech 1727–1736 prošel přestavbou, původně byl kostel postaven jako kaple, v současné podobě je klášterem Milosrdných bratří po přestavbě této kaple v roce 1736.
- 3 měšťanské domy, které  patří ke klášternímu komplexu. Byly postaveny v empírovém slohu v průběhu 18. století. V 19. století byly rekonstruovány.
- Opevnění klášterního komplexu – chrání budovy komplexu nacházející se na Hviezdoslavově ulici 2. Byl postaven v průběhu 18. století a v 19. století prošel přestavbou.

## Využití
Kostel je funkční a konají se v něm pravidelné nedělní bohoslužby. Ve zbytku klášterního komplexu, včetně nemocničních budov, se nachází Domov sociálních služeb svatého Jana z Boha. Pod tímto názvem funguje od roku 2002, kdy přešel pod správu Prešovského samosprávného kraje.

## Galerie

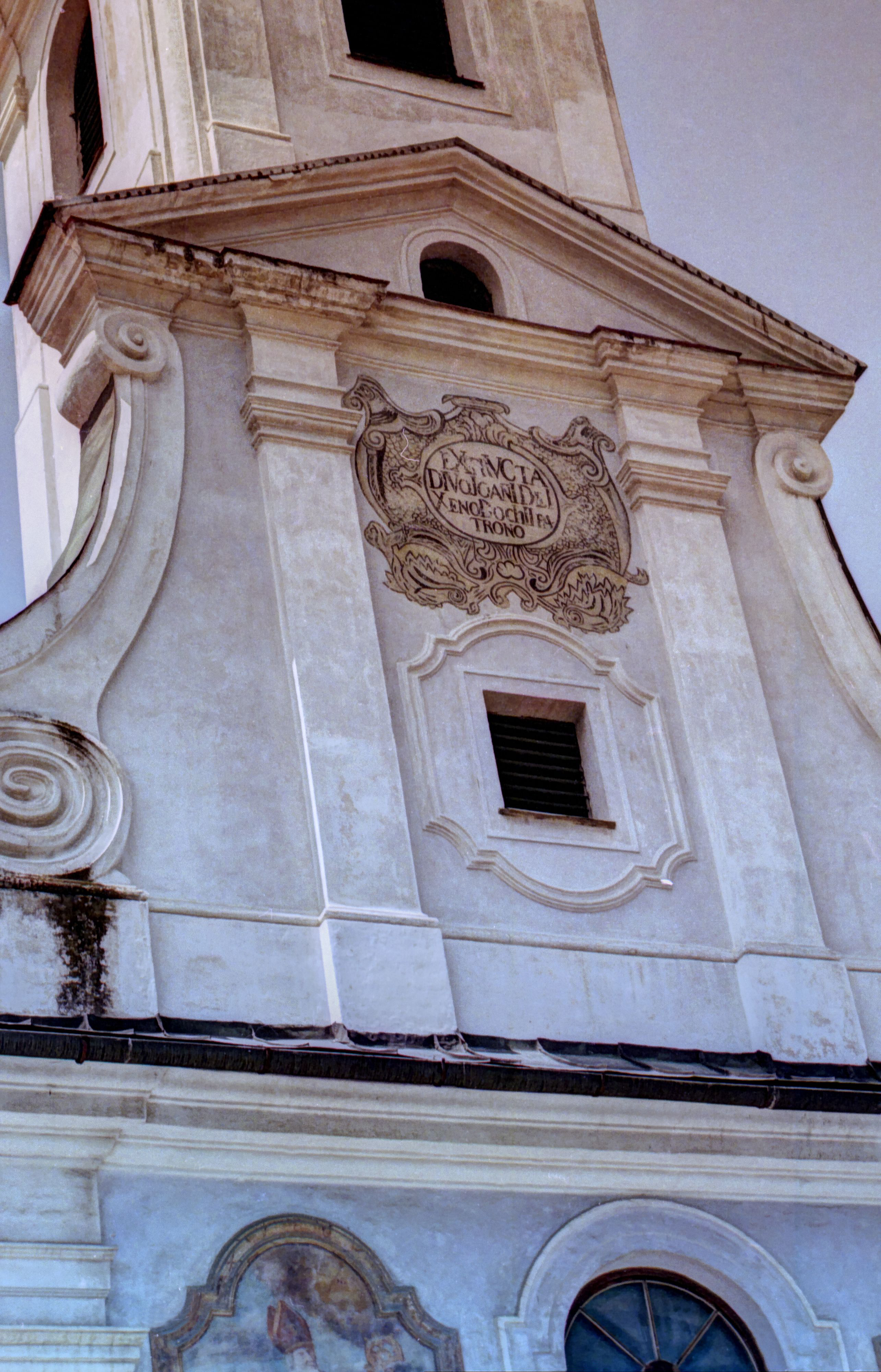
Detail východního průčelí kostela
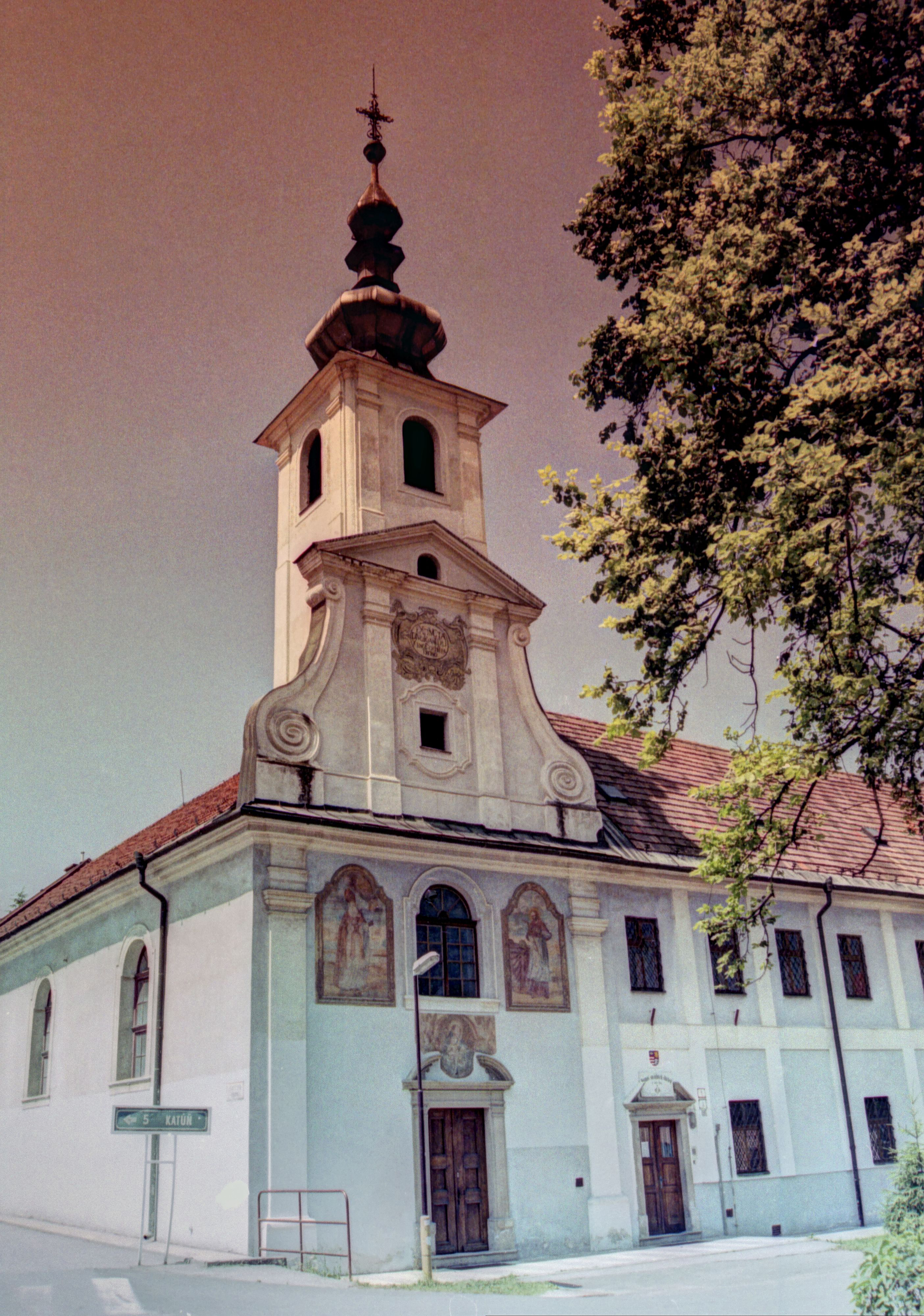
kostel sv. Jana z Boha
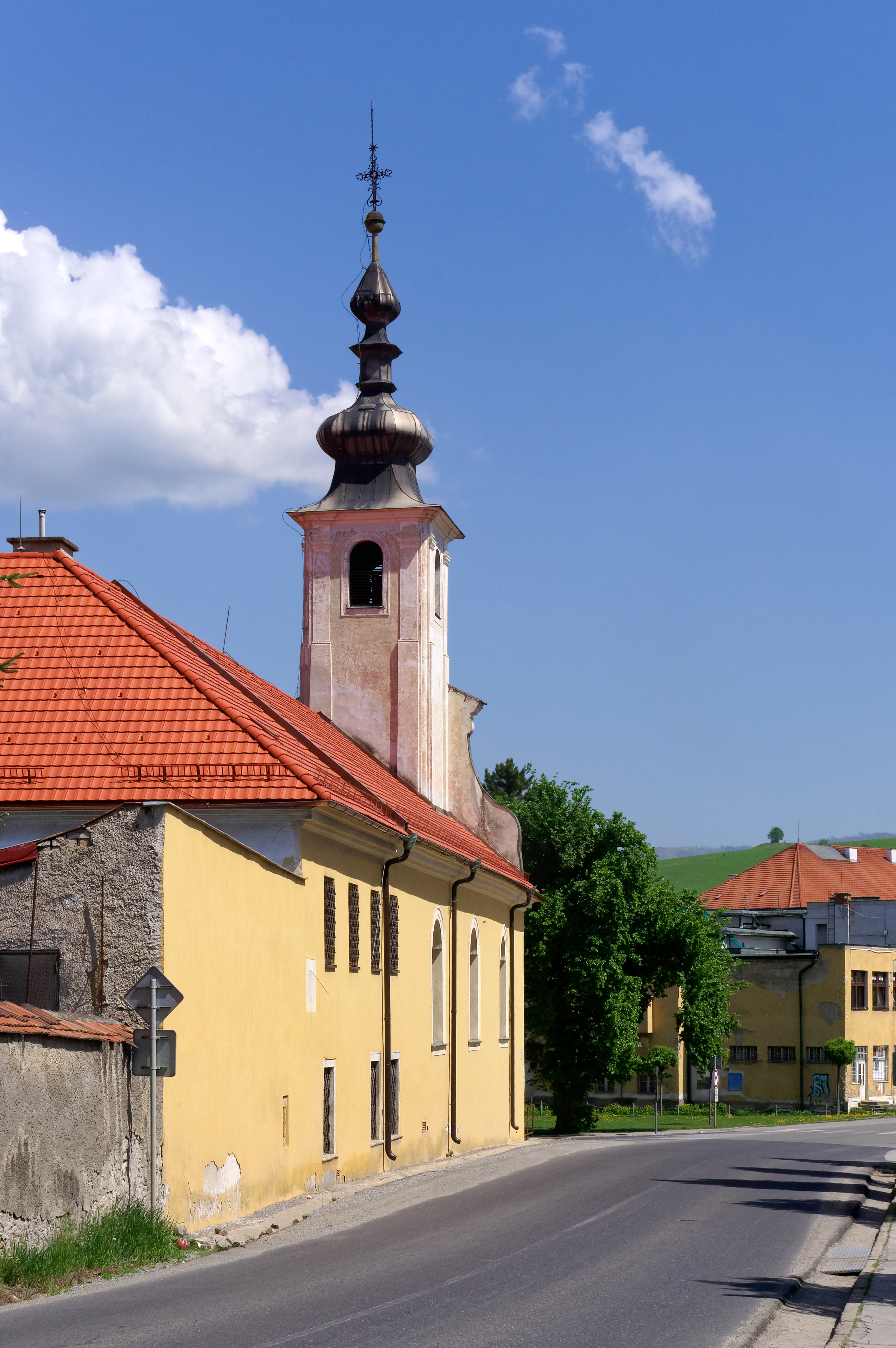
Pohled na jižní průčelí kláštera
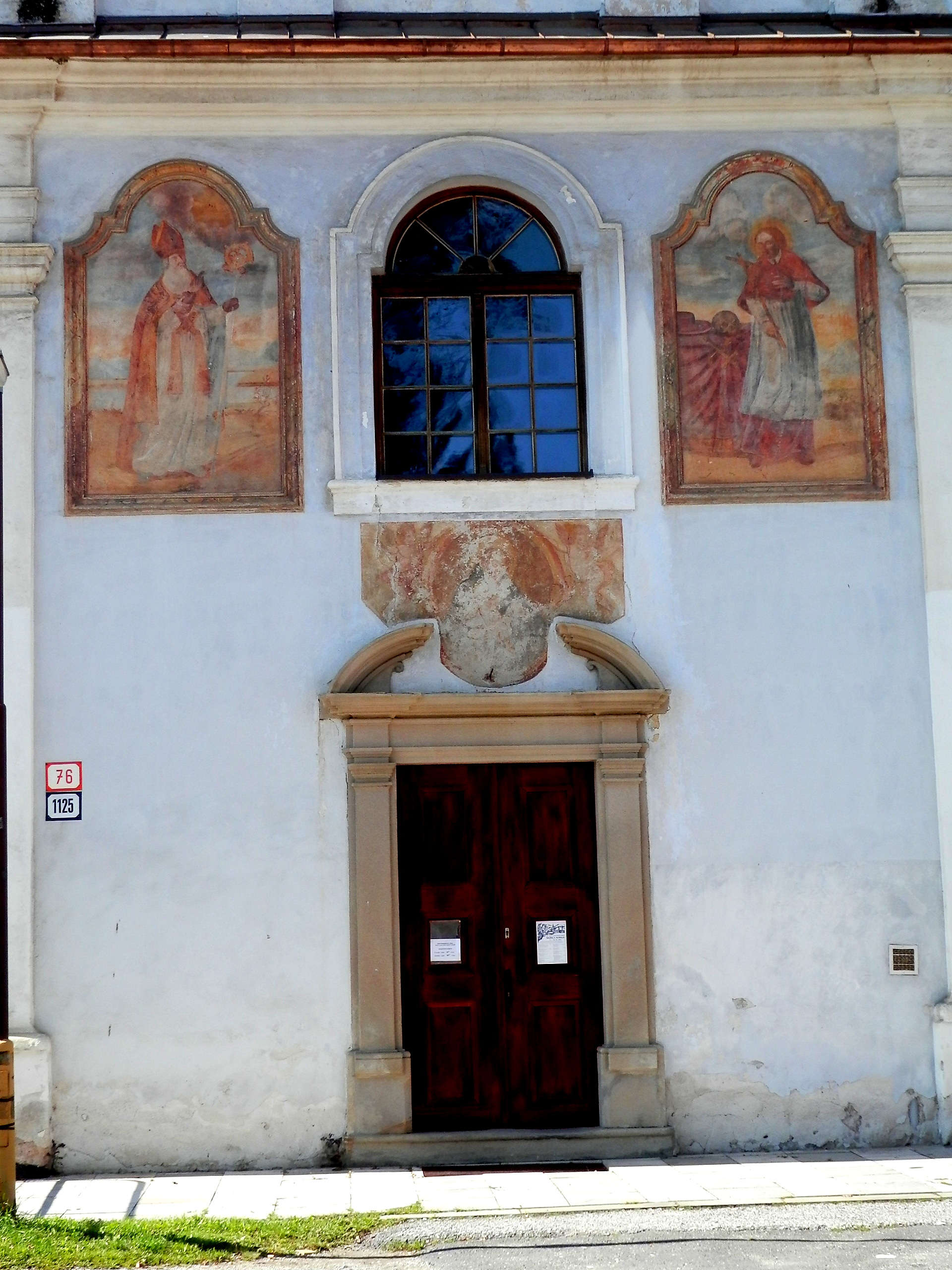
Vstupní portál kostela